# Nota Ruimte
De Nota Ruimte is een nota die het Nederlands kabinet op 27 april 2004 presenteerde. In de nota wordt de toekomstige inrichting van Nederland besproken.
Minister Sybilla Dekker van VROM coördineerde het rapport. De belangrijkste conclusie was een delegering van verantwoordelijkheden naar provincies en gemeenten.
Vanuit de oppositie kon de nota op veel kritiek rekenen. Volgens PvdA en GroenLinks zou juist het Rijk de ambitie moeten hebben te beslissen hoe het land eruit komt te zien. GroenLinks vreesde dat welgestelde burgers en bedrijven uit de steden zouden vertrekken en het groene achterland zouden volbouwen.
GroenLinks en de SP vonden dat economische motieven te veel nadruk kregen in de nota. Zij hadden graag gezien dat de overheid de groeimogelijkheden van Schiphol en de bollen- en kassenteelt zou beperken. De ChristenUnie wilde graag kwaliteitseisen zien voor de delegatie aan lagere overheden. De SGP vond het stuk te veel geïnspireerd vanuit de Randstad.
De coalitiepartijen VVD, CDA en D66 prezen de eenduidige visie met een grote verantwoordelijkheid voor lagere overheden. Ook de erkenning van water als ordenend principe werd gedragen. Dit betekende een belangrijke stap in de watertransitie.
De nota is na de parlementaire behandeling op 27 februari 2006 in het Staatsblad verschenen en heeft daarmee wettelijke status verworven. Met publicatie in de Staatscourant van het ministeriële besluit waarmee de Structuurvisie Infrastructuur en Ruimte (SVIR) werd vastgesteld is de Nota Ruimte ingetrokken en vervangen door de SVIR.

## Wat voorafging
Voorafgaande aan de Nota Ruimte heeft de (toenmalige) Minister van VROM, Jan Pronk, een Vijfde Nota over de Ruimtelijke Ordening opgesteld. Die nota is nooit definitief geworden. In de "Vijno", zoals die nota wel werd aangeduid, zijn zg. Rode en Groene contouren vastgesteld. Bedoeling was om rond dorpen en steden Rode contouren te trekken. Buiten de Rode contouren mocht geen bebouwing plaatsvinden. En binnen de Groene contouren (bijvoorbeeld rond het Groene Hart) werd dat al helemaal niet toegestaan.
Hoewel de Vijno nooit definitief werd vastgesteld (deze is uiteindelijk opgevolgd en vervangen door de Nota Ruimte die geen Groene en Rode contouren kent), hebben provincies, hangende de Vijno-procedure, die contouren opgenomen in hun streekplannen. Daardoor is de eigenaardige situatie ontstaan dat provincies in hun streekplannen beleid (de Groene en Rode contouren) hebben geïmplementeerd dat niet is gebaseerd op het Rijksbeleid uit hoofde van de uiteindelijke Nota Ruimte. Daarmee waren provincies "strenger" in het bebouwings-uitbreidingsbeleid dan het Rijk was nadat de Nota Ruimte werd vastgesteld. Die contouren hebben vanwege de eigen bevoegdheid van de provincies evenwel verbindende status in die zin dat gemeenten er rekening mee dienen te houden bij het opstellen van bestemmingsplannen.